# Trận Đồ Bàn (1377)
Trận thành Đồ Bàn diễn ra ngày 24 tháng Giêng ÂL năm Đinh Tỵ (1377) tại thành Đồ Bàn, nay thuộc địa phận xã Nhơn Hậu, Thị xã An Nhơn và cách thành phố Quy Nhơn (tỉnh Bình Định, Việt Nam) 27 km về hướng tây bắc. Đây có thể xem là thất bại lớn nhất của quân Trần trong các cuộc giao tranh với quân Chiêm và là một trong những thất bại lớn nhất lịch sử quân sự của các triều đại phong kiến Việt Nam. Trong trận đánh này, hoàng đế Trần Duệ Tông tử trận và cũng là vị hoàng đế Việt Nam duy nhất tử trận.

## Bối cảnh
Kể từ khi Chế Bồng Nga lên ngôi, ông đã nhiều lần xua quân Bắc tiến. Năm 1371, mẹ của Dương Nhật Lễ chạy sang Chiêm Thành xin Chế Bồng Nga đánh Đại Việt trả thù cho con. Được dịp, Chế Bồng Nga tập trung chiến thuyền tiến vào cửa Đại An tấn công Đại Việt. Quân Trần chống cự không nổi, quân Chiêm vào chiếm Thăng Long, vua tôi nhà Trần phải bỏ thành mà chạy. Quân Chiêm vơ vét của cải, rồi rút về. Năm 1372, Trần Nghệ Tông truyền ngôi vua cho em là Trần Kính, còn mình lên làm thượng hoàng. Trần Kính trở thành vua Trần Duệ Tông.
Để trả thù việc Chiêm Thành đánh cướp kinh thành, Trần Duệ Tông ra sức xây dựng quân đội. Tháng tám năm 1374, ông cho dân đinh xung vào quân ngũ: hạng nhất xung vào Lan Đô, rồi đến hạng nhì, hạng ba. Năm 1375, Duệ Tông xuống chiếu chọn các quan viên, người nào có tài năng, luyện tập nghề võ, thông hiểu thao lược, thì không cứ là tông thất đều làm tướng coi quân, đồng thời cho ra khỏi quân ngũ những người lính già cả, ốm yếu, bệnh tật.
Năm 1376, vua Chiêm là Chế Bồng Nga lại mang quân xâm lấn. Duệ Tông sai Đỗ Tử Bình đi đánh. Chế Bồng Nga sợ hãi, xin dâng 10 mâm vàng tạ tội. Nhưng Tử Bình giấu vàng đi, lại tâu về triều rằng vua Chiêm kiêu ngạo không thần phục. Duệ Tông nổi giận, quyết định thân chinh đi đánh. Các quan đại thần Lê Tích, Trương Đỗ can ngăn không nên thân chinh nhưng Duệ Tông không nghe, sai quân dân Thanh Hóa, Nghệ An, Diễn Châu tải 5 vạn thạch lương đến tích trữ ở Hóa châu và rước thượng hoàng Nghệ Tông đi duyệt binh ở sông Bạch Hạc.

## Diễn biến
Tháng 12 âm lịch (đầu năm 1377), Trần Duệ Tông cầm 12 vạn quân tiến vào đất Chiêm Thành. Vua Trần sai Lê Quý Ly (tức Hồ Quý Ly) đốc vận lương thảo đến cửa biển Di Luân (Quảng Bình) rồi dừng quân 1 tháng để luyện sĩ tốt. Người Tân Bình và Thuận Hóa bắt được nhiều người Chiêm mang nộp.
Tháng giêng năm 1377, quân Trần tiến đến Cầu Đá ở cửa Thi Nại (Quy Nhơn), đánh lấy đồn Thạch Kiều rồi tiến tới kinh thành Đồ Bàn nước Chiêm. Chế Bồng Nga lập đồn giữ ngoài thành, rồi cho người đến trá hàng, nói với Trần Duệ Tông rằng Chế Bồng Nga đã bỏ thành trốn.
Duệ Tông muốn tiến quân vào thành ngay, đại tướng Đỗ Lễ can ngăn mãi nhưng vua Trần không nghe, nói với quân sĩ rằng: 
"Ta mình mặc giáp, tay cầm gươm, dãi gió dầm mưa, lội sông, trèo núi, vào sâu trong đất giặc, không một người nào dám chống lại đó là trời giúp. Huống chi nay vua giặc nghe tiếng bỏ trốn, không có lòng đánh lại. Cổ nhân nói "Dụng binh quý ở nhanh chóng". Nay lại dùng dằng không tiến nhanh, thế là trời cho mà không lấy, để nó lại có mưu khác, thì hối không kịp?"
Duệ Tông nói xong, rồi lấy áo đàn bà cho Lễ mặc. Duệ Tông thúc quân tiến vào thành, quân lính bèn nối gót nhau mà đi như xâu cá, cánh trước cánh sau cách biệt. Quân Chiêm tứ phía phục binh đổ ra đánh, chia cắt quân Trần ra từng đoạn. Quân Đại Việt thua to, mười phần chết đến 7, 8 phần. Duệ Tông bị hãm trong vòng vây, bị trúng tên tử trận.:94 Các tướng Đỗ Lễ, Nguyễn Lạp Hòa, Hành khiển Phạm Huyền Linh cũng tử trận. Ngự Câu vương Trần Húc bị bắt đã đầu hàng Chế Bồng Nga, được gả con gái.
Đỗ Tử Bình trước đã vu cáo vua Chiêm, lúc đó lĩnh hậu quân không tới cứu ứng cho Duệ Tông. Lê Quý Ly cũng sợ hãi bỏ chạy. Tuy nhiên khi về kinh, Quý Ly không hề bị thượng hoàng Nghệ Tông trách cứ, còn Tử Bình chỉ bị đồ làm lính 1 năm, sau đó lại được cất nhắc lên chức vụ cao hơn trước.
Thượng hoàng Trần Nghệ Tông thấy vua em vì việc nước bỏ mình, nên lập con trưởng của Duệ Tông là Trần Hiện lên ngôi, tức là Trần Phế Đế.

## Ý nghĩa và hậu quả
Thất bại tại Đồ Bàn có thể xem là thất bại lớn nhất của quân Trần trong các cuộc giao tranh với quân Chiêm và là một trong những thất bại lớn nhất lịch sử quân sự của các triều đại phong kiến Việt Nam. Trong trận đánh này, hoàng đế Trần Duệ Tông tử trận và cũng là vị hoàng đế Việt Nam duy nhất tử trận.
Cái chết của Duệ Tông là bước ngoặt lớn đối với nhà Trần thời hậu kỳ. Thượng hoàng Nghệ Tông nhu nhược, vốn hoàn toàn dựa vào ông và sau khi ông mất lại hoàn toàn dựa vào Lê Quý Ly khiến cơ nghiệp nhà Trần suy sụp. Không còn một người cứng rắn như Trần Duệ Tông, quân Chiêm Thành được thể ngày càng lấn tới, trở thành một mối họa nghiêm trọng cho Đại Việt. Thượng hoàng Trần Nghệ Tông tỏ ra bất lực hoàn toàn, sau này hễ vua Chế Bồng Nga Bắc tiến là chỉ biết cùng Trần Phế Đế và Lê Quý Ly bỏ thành tháo chạy. Nếu Duệ Tông không chủ quan sớm bỏ mạng, nước Đại Việt ít ra có thể giảm thiểu được họa Chiêm Thành trong những năm tiếp theo và chừng nào còn ông, Quý Ly khó trở thành quyền thần mà thao túng triều đình. Cái chết của Duệ Tông được xem là thiệt thòi cho Đại Việt và cho nhà Trần.
Sau thất bại lớn ở Đồ Bàn, Đại Việt suy nhược còn nhiều lần bị Chiêm Thành dưới quyền Chế Bồng Nga tấn công ra bắc, cướp phá kinh thành Thăng Long.